# Guido Brignone
Pour les articles homonymes, voir Brignone.
Guido Brignone est un réalisateur italien, né le 6 décembre 1886 à Milan, et mort le 6 mars 1959 à Rome.

## Biographie
Guido Brignone fit ses débuts de réalisateur à l'époque du muet avec Odette (1915). Par la suite il dirigea de nombreux films, dont quelques-uns en France et en Allemagne.
Après l'arrivée du parlant il réalisa des œuvres qui eurent un vaste succès commercial. En 1934 il fut le premier réalisateur italien à être couronné à la Mostra de Venise dans la catégorie « meilleur film italien » avec Le Conspirateur.
Après la guerre il continua son activité de réalisateur, réalisant des films « de genre » (feuilletons, films mythologiques, films en costumes, comédies légères).
Marié à l'actrice Lola Visconti, sa fille Lilla Brignone est une actrice de théâtre de l'après-guerre.

## Filmographie

### Films muets
- 1915 : Odette
- 1916 : La morte bianca
- 1916 : Fiamme funeste
- 1916 : ...E l'altare crollò
- 1917 : Pimprinette
- 1917 : Nei labirinti di un'anima
- 1917 : Il cuore dell'altra
- 1917 : Capricci d'amore
- 1918 : Il velo della felicità
- 1918 : Il salice piangente
- 1918 : Il perfetto amore
- 1918 : Natacha
- 1918 : Ah, quella Dory!...
- 1919 : Vendetta nel sole
- 1919 : Anna da San Celso
- 1920 : Il ventriloquo
- 1921 : Il tredicesimo commensale
- 1921 : Stecchini giapponesi
- 1921 : Il quadro di Osvaldo Mars
- 1921 : La lotta per la vita
- 1921 : Fiamma nera
- 1921 : Le campane di San Lucio
- 1922 : I due sergenti
- 1922 : I conquistatori del mondo
- 1922 : Le perle di Cleopatra
- 1923 : Le sorprese del divorzio
- 1923 : La fuga di Socrate
- 1924 : Saetta impara a vivere
- 1924 : Maciste imperatore (it)
- 1924 : Largo alle donne!
- 1925 : Maciste aux enfers (Maciste all'inferno)
- 1926 : Maciste dans la cage aux lions (it) (Maciste nella gabbia dei leoni)
- 1927 : Il gigante delle Dolomiti (it)
- 1928 : Marys großes Geheimnis
- 1929 : Das Weib am Kreuze
- 1929 : Hingabe
- 1929 : Der Mann, der nicht liebt
- 1930 : Nuit de grâce (Das Erlebnis einer Nacht)

### Films parlants
- 1931 : Cour d'assises (Corte d'Assise)
- 1931 : Vous que j'adore (Rubacuori)
- 1932 : L'Île sans amour (it) (Paradiso)
- 1932 : Les Amours de Pergolèse (it) (Pergolesi)
- 1932 : La Wally (it)
- 1933 : La voce lontana (it)
- 1933 : La maestrina
- 1934 : Le Conspirateur (Teresa Confalonieri)
- 1934 : Tenebre
- 1934 : Oggi sposi
- 1935 : Le Passeport rouge (Passaporto rosso)
- 1935 : Le Bâtard de Florence (it) (Lorenzino de' Medici)
- 1936 : Nozze vagabonde
- 1936 : Ginevra degli Almieri (it)
- 1936 : L'antenato
- 1936 : L'Accident (Vivere)
- 1937 : Gli uomini non sono ingrati
- 1937 : Marcella
- 1938 : Qui est plus heureux que moi ? (it) (Chi è più felice di me!)
- 1938 : Sous la Croix du Sud (Sotto la croce del sud)
- 1938 : Per uomini soli
- 1939 : Le sorprese del divorzio
- 1939 : La Loterie de l'amour (it) (La mia canzone al vento)
- 1939 : Torna, caro ideal!
- 1940 : Kean
- 1940 : Cantate con me
- 1941 : Sa vieille maman (Mamma)
- 1941 : Beatrice Cenci
- 1941 : Vertigine
- 1942 : Turbamento
- 1942 : Miliardi, che follia!
- 1942 : La gorgona
- 1942 : Le Roman d'un jeune homme pauvre (Romanzo di un giovane povero)
- 1943 : Maria Malibran
- 1944 : Vers l'abîme (it) (Lacrime di sangue)
- 1944 : Il fiore sotto gli occhi
- 1945 : Monaca santa
- 1945 : Maria-Christine (it) (Canto, ma sottovoce...)
- 1948 : Il barone Carlo Mazza (it)
- 1949 : Sublime déshonneur (it) (Santo disonore)
- 1949 : Le Baiser d'une morte (Il bacio di una morta)
- 1949 : L'Enterrée vivante (La sepolta viva)
- 1950 : La Cabane du péché (it) (Il nido di falasco)
- 1950 : Le Rebelle de Naples (Il conte di Sant'Elmo)
- 1951 : Le Péché d'une mère (Core 'ngrato)
- 1952 : C'est la faute au grisbi (Processo contro ignoti)
- 1952 : Amours interdites (Inganno)
- 1953 : Nous... les coupables (it) (Noi peccatori)
- 1953 : Fille dangereuse (Bufere)
- 1953 : Ivan, le fils du diable blanc (it) (Ivan, il figlio del diavolo bianco)
- 1954 : Papà Pacifico (it)
- 1954 : Voiturier du Mont Cénis (Il vetturale del Moncenisio)
- 1955 : Quando tramonta il sole (it)
- 1957 : Sous le signe de la croix (Le schiave di Cartagine)
- 1959 : Sous le signe de Rome (Nel segno di Roma)